# Ernest Terpiłowski
Ernest Terpiłowski (ur. 14 września 2001 w Brzegu Dolnym) – polski piłkarz występujący na pozycji pomocnika w klubie Polonia Warszawa. 